# 김기홍 (법조인)
김기홍은 대법원 판사를 역임한 법조인이다. 1981년 청주지방법원장에 임명된 오석낙이 동서이며 법무부장관을 지낸 김치열이 매부다.

## 생애
경상남도 삼천포시(現 사천시)에서 태어나 동아대학교 법과대학을 졸업하고 1951년 제2회 고등고시 사법과에 합격해 1953년부터 1961년까지 진주지청, 춘천지검, 서울지검, 부산지검에서 검사를 지내다가 1963년에 군법무관을 마치고 1964년에 서울고등법원 판사에 임용되었다. 1971년 대구고등법원 부장판사로 승진하여 1973년 서울고등법원 부장판사를 거쳐 1975년 10월 21일 공무원연금 급여심사위원회 위원에 위촉되었다가 1977년 법원행정처장에 임명되어 재직 중이던 1980년 5월 24일에 최규하 대통령 권한대행에 의해 대법원 판사에 임명되어 1981년 4월에 퇴임했다.
북아현동 복수샘터 소녀 능욕 치사사건의 피고인인 최명윤(17세)이 서울지방법원에서 열린 공판에서 공소사실을 부인하면서 유일한 증거물인 손수건이 자기 것이 아니며 모든 진술은 경찰의 고문으로 강요하여 허위 자백한 것이라고 밝힌 사건이나 체신부 부정 사건을 수사하는 등 검사를 하다가 판사로 전직하여 법원행정처장에 재직할 때 민복기 대법원장의 후임으로 이영섭을 대통령에게 추천하자 "사법부에서 특정 인사를 대통령에게 대법원장으로 추천하는 것은 대법원장 임명에 대해 대통령 고유 권한으로 정한 헌법상 있을 수 없다"는 성명을 발표한 김기홍은,
서울형사지방법원 부장판사로 재직하던 1969년 1월 18일 남조선해방전략당 사건 선고공판을 열고 "요즘 무장간첩이 남한 깊숙이 침투하고 있는데 피고인들이 해방전략당이라는 반국가단체를 만들어 무장봉기를 하려 했던 행위는 무장간첩에 못지 않으므로 국가 방위상 엄단한다"고 하면서 권재혁 이일재에 대해 사형, 이강복 이형낙에게 무기징역, 그외 8명에게 최고 15년에서 3년6월까지의 징역형 등 피고인 12명 전원에게 유죄를 선고했고 여배우가 나체로 출연하는 영화 춘몽을 제작하여 원심에서 반공법위반 무죄, 음화 제조에 대해서 유죄가 인정되어 벌금 3만원이 선고된 영화감독 유현목에 대한 항소심 선고공판을 1969년 9월 24일에 열고 원심을 파기하면서 선고유예 판결했다. 조총련기관지 통일평론의 신년 특집좌담회에서 평화통일론에 동조하며 신민당 전국구 후보로 입후보하기 위해 조총련 자금 3500여만원을 받아 징역1년6월 추징금 3064만원을 선고받은 김재화에 대한 선고공판을 1969년 12월 18일 열고 피고인에 대해 국가보안법과 반공법위반에 대해 무죄, 외국환관리법위반에 대해서만 추징금 2983만원 선고유예 선고했다.
서울고등법원에서 재직하던 1974년 10월 30일 용태영 변호사가 총무처장관을 상대로 "석가탄신일을 공휴일로 지정해달라"며 제기한 소송에서 "행정소송법상 불가능한 급부 청구에 해당되어 소송 대상이 될 수 없다"는 이유로 각하했으며, 1971년 6월 10일 동두천 마약 밀매업자 김화남(27세) 부부를 살해한 미 7사단 제임스 윌터 상병과 존 불라운트 병장에 대해 "우리나라 국방의 일익을 담당하고 있는 점을 참작해 사형은 너무 과하다"며 강도살인죄를 적용해 사형을 선고한 원심을 깨고 무기징역을 선고했다. 1973년 9월 3일 주택공사는 서울대 문리대 구내에 있던 시계탑과 야구네트 등을 국가에 인도하고 이미 철거한 도서관 서가와 온실 등 시설물 대금 2767만원을 지급하라"며 원심을 파기하고 국가 승소판결했다. 1975년 7월 9일 선교사인 조지 오글 목사가 출입국관리사무소장을 상대로 제기한 강제출국 행정처분 취소청구소송에서 "이유없다"며 기각했다.